# ハロルド・バブコック
ハロルド・デロス・バブコック（Harold Delos Babcock、1882年1月24日 - 1968年4月8日）はアメリカ合衆国の天文学者。息子のホーレス・バブコック(w:Horace W. Babcock)と恒星の磁場によるゼーマン効果を検出し、太陽以外の恒星にも磁場のあることを示した。

## 人物
カリフォルニア大学バークレー校で学び、卒業後は1907年から1948年までウィルソン山天文台で働いた。特にジョージ・ヘイルらと太陽のスペクトルの研究を行い、太陽表面の磁場の分布を調べた。
1950年代の終わりに息子ホーレスと太陽表面の磁場を観測するマグネトグラフを発明し、太陽の磁場が周期的に反転することや、恒星の磁場を発見するなどの功績があった。1953年にブルース・メダルを受賞し、バブコック父子の功績を記念して、小惑星（3167）Babcockや月のクレータが命名された。